# 2. československá fotbalová liga 1965/1966
V soubojích 34. ročníku druhé nejvyšší fotbalové soutěže – 2. československé fotbalové ligy 1965/66 – se utkalo 28 mužstev ve dvou skupinách po 14 účastnících každý s každým dvoukolovým systémem podzim–jaro. Tento ročník začal v pátek 13. srpna 1965 v Děčíně zápasem mezi domácím Kovostrojem a Spartakem Čelákovice (hosté zvítězili 2:1) a skončil v neděli 19. června 1966. Po reorganizaci byla tentokrát rozdělena do dvou skupin.

## Skupina A
| Poř. | Tým                        | Z  | V  | R | P  | VG | OG | B  |
| ---- | -------------------------- | -- | -- | - | -- | -- | -- | -- |
| 1.   | TJ Bohemians ČKD Praha (S) | 26 | 18 | 5 | 3  | 58 | 24 | 41 |
| 2.   | TJ SONP Kladno (S)         | 26 | 17 | 3 | 6  | 50 | 22 | 37 |
| 3.   | AS Dukla Praha „B“         | 26 | 14 | 7 | 5  | 35 | 22 | 35 |
| 4.   | TJ Škoda Plzeň             | 26 | 14 | 6 | 6  | 45 | 22 | 34 |
| 5.   | TJ Viktoria Žižkov         | 26 | 11 | 5 | 10 | 30 | 38 | 27 |
| 6.   | TJ VCHZ Pardubice          | 26 | 10 | 6 | 10 | 51 | 38 | 26 |
| 7.   | TJ Lokomotiva Radotín      | 26 | 11 | 4 | 11 | 32 | 40 | 26 |
| 8.   | TJ Spartak Čelákovice      | 26 | 10 | 4 | 12 | 36 | 47 | 24 |
| 9.   | VTJ Dukla Tábor            | 26 | 9  | 5 | 12 | 32 | 42 | 23 |
| 10.  | TJ LIAZ Jablonec nad Nisou | 26 | 8  | 5 | 13 | 36 | 45 | 21 |
| 11.  | VTJ Dukla Tachov           | 26 | 8  | 4 | 14 | 31 | 30 | 20 |
| 12.  | TJ Baník Most              | 26 | 5  | 9 | 12 | 30 | 44 | 19 |
| 13.  | TJ Kovostroj Děčín         | 26 | 7  | 2 | 17 | 30 | 63 | 16 |
| 14.  | VTJ Dukla Slaný            | 26 | 4  | 7 | 15 | 30 | 49 | 15 |

Poznámky:
- Z = Odehrané zápasy; V = Vítězství; R = Remízy; P = Prohry; VG = Vstřelené góly; OG = Obdržené góly; B = Body; (N) = Nováček (postoupivší z nižší soutěže); (S) = Sestoupivší z vyšší soutěže

|  | Postup do I. čs. fotbalové ligy 1966/67 |
|  | Sestup do Divize B 1966/1967            |
|  | Sestup do Divize C 1966/1967            |

## Skupina B
| Poř. | Tým                           | Z  | V  | R | P  | VG | OG | B  |
| ---- | ----------------------------- | -- | -- | - | -- | -- | -- | -- |
| 1.   | TJ Jednota Žilina             | 26 | 15 | 6 | 5  | 43 | 16 | 38 |
| 2.   | TJ VŽKG Ostrava               | 26 | 15 | 5 | 6  | 48 | 29 | 35 |
| 3.   | TJ TŽ Třinec                  | 26 | 14 | 4 | 8  | 33 | 22 | 32 |
| 4.   | TJ AC Nitra                   | 26 | 14 | 4 | 8  | 38 | 27 | 32 |
| 5.   | TJ Gottwaldov                 | 26 | 11 | 5 | 10 | 39 | 33 | 27 |
| 6.   | TJ Slavoj Trebišov            | 26 | 10 | 7 | 9  | 33 | 36 | 27 |
| 7.   | TJ Partizán Bardejov          | 26 | 11 | 5 | 10 | 30 | 37 | 27 |
| 8.   | TJ Nové Zámky                 | 26 | 10 | 6 | 10 | 31 | 30 | 26 |
| 9.   | TJ ZVL Považská Bystrica      | 26 | 10 | 6 | 10 | 37 | 36 | 26 |
| 10.  | TJ Zemplín Michalovce         | 26 | 12 | 1 | 13 | 40 | 39 | 25 |
| 11.  | VTJ Dukla Komárno             | 26 | 7  | 7 | 12 | 33 | 43 | 21 |
| 12.  | TJ Baník Ostrava OKD „B“      | 26 | 7  | 6 | 13 | 19 | 34 | 20 |
| 13.  | TJ Jiskra Otrokovice (S)      | 26 | 6  | 5 | 15 | 29 | 51 | 17 |
| 14.  | TJ Hradišťan Uherské Hradiště | 26 | 4  | 3 | 19 | 19 | 49 | 11 |

Poznámky:
- Z = Odehrané zápasy; V = Vítězství; R = Remízy; P = Prohry; VG = Vstřelené góly; OG = Obdržené góly; B = Body; (N) = Nováček (postoupivší z nižší soutěže); (S) = Sestoupivší z vyšší soutěže
- Komárenská Dukla byla po sezoně převelena do Novák.[1]

|  | Postup do I. čs. fotbalové ligy 1966/67 |
|  | Sestup do Divize D 1966/1967            |
|  | Sestup do Divize E 1966/67              |